# Куренівка (Київ)

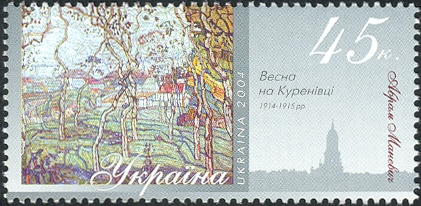
А. А. Маневич. Весна на Куренівці

Курені́вка — історична місцевість, промислова зона, житловий масив міста Києва. Розташована між Подолом, Оболонню, Пріоркою і Сирцем.
Головні вулиці: Кирилівська (кінцева частина), Копилівська і Білицька.

## Історія
Уперше згадується як київське передмістя Куренівщина в 1723 році (Подвірна ревізія населення Гетьманщини). Деякі дослідники відносять час заснування поселення до 1-ї половини XVII століття (за іншими даними — кінець XV століття).
У XVIII столітті село належало київському магістрату, тут мав свій двір Київський ткацький цех.
1826 року за проектом архітектора Андрія Меленського було споруджено дерев'яний будинок Куренівської сільської управи (в архівах збереглися рисунки його оригінальних фасадів), який розібрано в 2-й половині XIX століття. До меж Києва Куренівка ввійшла у січні 1833 року як «передмістя», належала до Плоскої поліцейської дільниці. Згодом — дачна місцевість, популярна в середовищі київської буржуазії та богеми, і водночас — значний садово-городній район.
У другій половині XIX століття тут розгортається інтенсивне промислове будівництво (цукрові, шкіряний, цегельний заводи, броварні тощо), поступово перетворюючи Куренівку на велике робітниче селище. В період будівельного буму кінця XIX — початку XX століття було центром випалювання цегли в Києві.
У 1910 році коштом Федора Терещенка споруджено Куренівський цивільний аеродром на Оболонських луках (район сучасних проспекту Степана Бандери і станції метро «Почайна»). Офіційно відкрито у вересні 1911 році приземленням літака С-6 конструкції І. Сікорського, чим установлено світовий рекорд швидкості для біпланів з двома пасажирами. У жовтні 1911 року на цьому ж летовищі приземлився дирижабль Федора Андерса, що здійснював перший рейс за маршрутом «Купецький сад  — Куренівка — Вишгород — Київ (Куренівка)». На Куренівському аеродромі в 1911—1914 роках здійснювали польоти відомі на той час авіатори: Свєшников, Васильєв, Ф. Гейне, Сципіо дель Кампо, Габер-Влинський та ін.. У червні 1914 року під час рекордного перельоту з Санкт-Петербурга тут здійснив посадку найбільший у світі літак «Ілля Муромець».
На Куренівці у 1900-ті роки відбувалися зйомки окремих сцен одного з перших у Російській імперії художніх фільмів «Труп № 1346» (виробництво кіностудії «Тіман і Рейнґарт») за участю акторів В. Максимова, І. Мар'яненка та інших.
1891 року на Куренівку з Подолу було прокладено лінію кінного трамваю (електрифікована до середини 1890-х років), продовжену 1900 року до Пущі-Водиці. У першій половині 1890-х років споруджено Троїцьке вагонне депо міської залізниці (пізніше — Троїцький трамвайний парк, трамвайне депо імені Красіна, нині — Подільське трамвайне депо, Кирилівська вулиця, 126). У 1900-х роках прокладено трамвайну лінію від Лук'янівки на Куренівку через урочище Реп'яхів яр (діяла тільки в літній період упродовж 1-ї половини 1910-х років).
На Куренівці існували два базари — на Петропавлівській і на Троїцькій площах (останню згодом забудовано).

Один з останніх зразків дерев'яної одноповерхової житлової забудови Куренівки початку ХХ ст. (Подільський пров., 11)

У 1918—1919 роках існував Куренівський район Києва, у 1921—1922 — Куренівський підрайон у складі Подільського району. Тут у квітні 1919 року розгорталися основні події Куренівського повстання проти більшовицької влади.
Історичне планування місцевості зазнало значних змін у 1910–20-х роках під час прокладення північного півкільця залізниці (так звана Петрівська залізниця).
Упродовж 1920–30-х років Куренівку електрифіковано. В роки індустріалізації значно збільшено потужність місцевих промислових підприємств: Куренівських (Петрівських) цегельних заводів (до запуску в 1930 роках Корчуватських цегелень були найбільшими в Києві, випускаючи до 20 млн штук цегли на рік; згодом — Петрівський завод стінових матеріалів і конструкцій, Сирецька вулиця, 33); шиферного заводу (створено 1929 року на базі колишнього цементного заводу акціонерного товариства «Фор», заснованого 1906 року, Кирилівська вулиця, 102); консервного заводу (створено 1929 року на базі колишнього пивзаводу Михайла Ріхерта, заснованого 1859 року, нині — Київський завод шампанських вин «Столичний», Сирецька вулиця, 25); шкірзаводу (колишній шкірзавод купця Серебреникова, заснований 1845 року, нині — акціонерне товариство «Чинбар», Куренівська вулиця, 21). У листопаді 1929 року введено до ладу 4-ту взуттєву фабрику «Укршкіртресту» — одну з найбільших в СРСР на той час (випускала до 10 тис. пар взуття на день; згодом — ВАТ «Кияни», проспект Степана Бандери, 7).
У 1934 році відкрито стадіон «Спартак» (Кирилівська вулиця, 101).
13 березня 1961 року на території Куренівки сталася техногенна катастрофа — сходження з Бабиного Яру селевого потоку (Куренівська трагедія), що призвело до численних людських жертв і масштабних руйнувань. Біля Подільського трамвайного депо 1995 року відкрито пам'ятний знак працівникам депо — жертвам Куренівської трагедії.
Після ліквідації наслідків катастрофи здійснено комплексну реконструкцію постраждалих кварталів Куренівки і прилеглої місцевості. Зокрема, споруджено багатоповерхові житлові будинки на місці кварталів індивідуальної забудови вздовж вулиць Фрунзе (сучасної Кирилівської), Копилівської, Олексія Терьохіна тощо, споруджено тролейбусну лінію, на місці колишньої залізничної станції Київ-Поділ облаштовано парк культури і відпочинку імені Фрунзе (з 1993 року — Куренівський парк). У середині 1960-х років ринок на Петропавлівській площі (тоді площа Фрунзе) перенесено північніше, на місце знесеного одноповерхового житлового кварталу. Від того часу в складі Куренівського ринку діє єдиний у Києві спеціалізований Зооринок (Пташиний ринок).
У 1984 почало діяти Куренівське тролейбусне депо (спочатку — як Тролейбусне ремонтно-експлуатаційне депо № 4; у 1993—1994 роках мало статус ремонтних майстерень).
Тепер — великий промисловий і житловий район Києва. Подекуди збереглася забудова XIX — початку XX століття (знесена головним чином у 1970-ті роки). На території розташовані також місцевості Біличе Поле, Копилів, Шполянка.

### Походження назви
Назва, ймовірно, від «курінь» — примітивна житлова споруда. У літературі побутують припущення (вперше висловлено Миколою Закревським), що тут у XVII столітті розміщувалися курені міської сторожі або Київської козацької сотні. За версією професора Василя Яременка, топонім має давніше походження — від давньоруського «куръ» — «межа поселення, околиця, міські мури» (від цього ж кореня може походити й топонім Курськ). У джерелах XVIII—XIX століття згадується також як Коренівка, Коренівщина, Коренювщина. Також існує гіпотеза про походження назви Куренівка від гідроніма Курячий (Куриний) Брід (ліва притока р. Сирець).

## Палеонтологічні та археологічні знахідки

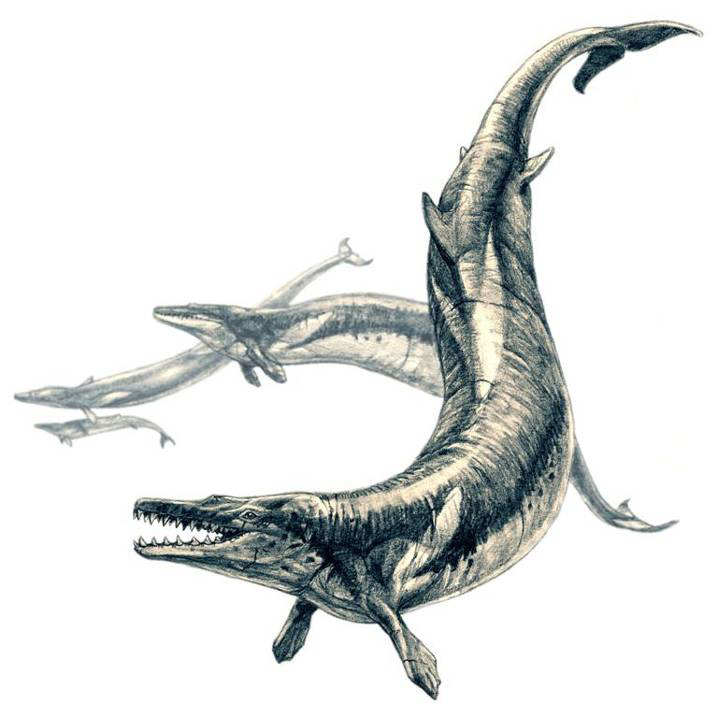
Базилозавр

На Куренівці 1955 в кар'єрі другого цегельного заводу знайдено добре збережені рештки (кістяк) викопного ссавця епохи пізнього еоцену — базилозавра (нині експонуються в Палеонтологічному музеї НАН України). У Кирилівських печерах (Смородинський узвіз) у 1870-х роках відкрито стоянку епохи пізнього палеоліту (мадленська епоха). На Кирилівських пагорбах (Кирилівська вул., 103) у XIX столітті виявлено поселення ранньої залізної доби. У районі Куренівського кладовища (Сирецька вулиця) знайдено три ділянки одного поселення трипільської культури (мідна доба), у районі колишнього хутора Браніцького (сучасна Вербова вулиця) — залишки поселення бронзової доби, на горі Черкеня (район Шполянської вулиці) — поселення зарубинецької культури (ранньослов'янська доба). Уздовж першої та другої терас Кирилівських висот (над Кирилівською вулицею) розкопано гігантський могильник дохристиянського часу.

## Пам'ятки історії та культури
На території Куренівки розташований один з найдавніших храмів Києва — Кирилівська церква (середина XII століття), до XVIII століття — головний храм Кирилівського монастиря.
Головний парафіяльний храм села Куренівки — Петропавлівську церкву (дерев'яна, 1759; мурована, 1903–1905, архітектор Микола Казанський) — у 1930-ті роки було закрито для богослужінь і, після зруйнування бані та дзвіниці, перетворено на заводський корпус. Остаточно пам'ятку знищено 1987 року. Нині у сквері на Петропавлівській площі збудовано першу чергу нового храму Святих першоверховних апостолів Петра і Павла (дерев'яна, УПЦ).
Дерев'яна Пантелеймонівська церква при Міщанському шпиталі (на теперішній вулиці Семена Скляренка), 1897 рік. Зруйнована 1963 року.
Пам'ятка цивільної архітектури українського народного стилю (український модерн) — будинок Початкового училища (школи) імені Сергія Грушевського (1911–1915, архітектори Едуард Брадтман, Василь Кричевський) на Кирилівської вулиці, 164.
Зразок промислової споруди початку XX століття — будівля Пивоварного заводу К. Марр (архітектор Владислав Городецький) на Копилівській вулиці, 38, тепер — один з корпусів Київського вітамінного заводу.
Двоповерхові корпуси Кирилівської лікарні для божевільних (Кирилівська вул., 103) споруджено у 1877–1879 роках за проектом Федіра Гешвенда, одного з піонерів світової аеронавтики і космонавтики.
У 1926–1932 роках зведено комплекс 4-5-поверхових житлових будинків (Кирилівська вул., 109) у стилі пізнього конструктивізму (архітектор Семен Барзилович) для робітників 4-ї взуттєвої фабрики, у ті ж роки розбито сквер на місці нинішнього Куренівського парку.

## Пам'ятники, пам'ятні знаки, меморіальні дошки
- пам'ятний знак Тарасу Шевченку (1964, скульптор М. К. Вронський, архітектор О. М. Годованюк): Вишгородська вулиця, 5 (біля «Хати на Пріорці»)
- меморіал радянських воїнів, які загинули в боях за Київ у листопаді 1943 року: Куренівське кладовище
- пам'ятник Михайлу Фрунзе: Куренівська вул., 21 (на території підприємства «Чинбар»)
- пам'ятник генералу Дмитру Карбишеву (1969, скульптор О. П. Олійник): Копилівська вул., 36 (біля загальноосвітньої школи № 2 його імені)
- пам'ятник академіку Івану Павлову: Кирилівська вулиця, 103 (на території колишньої психіатричної лікарні його імені, тепер — Київська міська психоневрологічна лікарня № 1)
- трамвай-пам'ятник (1987): Кирилівська вулиця, 132 (біля входу до Подільського трамвайного депо, у грудні 2015 року демонтований та відправлений на реставрацію)
- пам'ятний знак жертвам Бабиного яру (за мотивами роману-документу Анатолія Кузнецова «Бабин Яр» (2009): Кирилівська вулиця, 109-в/1
- пам'ятний знак працівникам Четвертої взуттєвої фабрики, які загинули в роки Великої Вітчизняної війни: проспект Степана Бандери, 7
- пам'ятний знак учителям і випускникам загальноосвітньої школи № 123, які загинули в роки Великої Вітчизняної війни: Копилівська вул., 23
- пам'ятний знак подолянам-ліквідаторам аварії на Чорнобильській АЕС: Кирилівська вулиця, 87/89 (біля загальноосвітньої школи № 114)
- дерев'яний хрест у пам'ять про мешканців Куренівки, які загинули під час Куренівської трагедії (2011): вул. Олени Теліги, біля підніжжя сходів до Кирилівської церкви
- пам'ятний знак (каплиця) у пам'ять Жертв Голодомору 1932–1933 років: вул. Рилєєва, 16
- меморіальна дошка на будинку, де в 1956–1962 роках мешкав Іван Їжакевич (1964, скульптор М. О. Бабич, архітектор Р. П. Бикова): вулиця Садовського, 8-а
- меморіальна дошка на честь Сергія Грушевського на будинку колишнього училища його імені (1997): Кирилівська вулиця, 164
- пам’ятний хрест Захисникам України, які загинули в боротьбі за незалежність, суверенітет та територіальну цілісність (2009 / встановлений 2021, ініціатива Олександра Пилипенка, відновлено зусиллями громадських організацій): Куренівський Парк, неподалік концерт-холу «FreeДом»

## Відомі діячі, життя і діяльність яких були пов'язані з Куренівкою
- Димитрій Ростовський (Туптало) — деякий час був архімандритом Кирилівського монастиря.
- Інокентій Ґізель — деякий час був архімандритом Кирилівського монастиря.
- Тарас Шевченко — в серпні 1859 мешкав у будинку В. Пашковської-Лободи (тепер тут музей «Хата на Пріорці»); раніше, у 1840-х роках, Шевченко зробив зарисовки Куренівки.
- Ксаверій Владислав Браницький.
- Марко Вовчок.
- Михайло Старицький — у 1870-х роках мешкав з родиною на Куренівці.
- Михайло Врубель, Микола Пимоненко, Іван Селезньов, Харитон Платонов — разом з Їжакевичем під керівництвом Адріяна Прахова в 1880-х роках брали участь у розписах Кирилівської церкви. Іван Їжакевич мешкав на Куренівці (в Бондарському пров., теперішня адреса — вул. М. Садовського, 8-А) у 1956—1962 роках.
- Іван Пантюхов — земський лікар, автор праці «Куренівка: Антропологічний нарис», 1904; був похований на Копилівському кладовищі, яке було знищено під час Куренівської трагедії 1961.
- Абрам Маневич — автор серії пейзажів-замальовок Куренівки.
- Михайло Фрунзе — під час свого приїзду до Києва 1921 року виступав перед робітниками шкірзаводу.
- Ліна Костенко — у 1936–1947 роках (з перервою) навчалась у середній школі № 123.
- Євген Березняк — у 1950–60-х роках працював у середній школі № 123.
- Людмила Жоголь — народилася на Куренівці, де її мати працювала черговою на залізничному переїзді (Білицька вулиця).[джерело?]
- Оксана Мешко — жила на Верболозній вулиці, 16; в її оселі, а в 1987–1988 роках — у концертному залі «Сучасник» у Куренівському парку не раз збиралися відомі українські правозахисники, члени Української Гельсінської спілки, в тому числі син О. Мешко — Олесь Сергієнко.
- Анатолій Кузнецов — письменник, автор роману-документа «Бабин яр», народився на Куренівці в 1929 р., провів тут дитинство і юність (до 1952 р.). Навчався в середній школі № 8. У своєму автобіографічному романі описував рідну Куренівку, де й відбувалася переважна більшість подій його життя.
- Володимир Ямненко — актор театру й кіно, виріс і мешкає на Куренівці, де закінчив середню школу № 14.[11]
- Брати Капранови — письменники, видавці, громадські діячі. Офіс їхнього видавництва «Зелений пес» міститься на території заводу КІНАП[12].
- Радомир Пилипенко — чемпіон світу з блискавичних шахів (бліц) серед школярів до 7 років 2017 року, навчається та живе на Куренівці.